# ويليام نولز
وليام نولز (William Standish Knowles) هو كيميائي أمريكي ولد في 1 يونيو 1917. في سنة 2001 فاز بجائزة نوبل في الكيمياء مع ريوجي نويوري وباري شاربلس.
حصل شاربلس على نصف الجائزة واقتسم نولز مع نويوري النصف الآخر من الجائزة لقيام كل منهما بتطوير مواد عجلت بإنتاج منتجات دوائية.

## روابط خارجية
- ويليام نولز على موقع الموسوعة البريطانية (الإنجليزية)
- ويليام نولز على موقع مونزينجر (الألمانية)
- ويليام نولز على موقع إن إن دي بي (الإنجليزية)